# Andreas Röschlaub
Andreas Röschlaub, nemški zdravnik, * 21. oktober 1768, † 7. julij 1835.
Leta 1795 je doktoriral iz medicine na Univerzi v Bambergu, kjer je leta 1798 postal redni profesor patologije. Pozneje je predaval še na Univerzi v Landshutu (1802-1826) in v Münchnu (1826-35).